# 大上司
大上 司（おおかみ つかさ、1914年10月2日 - 1993年5月）は、日本の政治家。衆議院議員（5期）。兵庫県上郡町出身。

## 来歴
1932年兵庫県上郡農学校（現・兵庫県立上郡高等学校）卒業、1935年関西大学経済学部卒業、1942年立命館大学法経学部経済学科卒業。
1937年に大蔵省官吏（阪神地区税務署近畿財務局）となった後、1941年産経新聞社入社。内外財務研究所理事長などを経て、1947年の第23回衆議院議員総選挙にて、民主党公認で兵庫県第4区（姫路市、相生市、飾磨郡、神崎郡、揖保郡、赤穂郡、佐用郡、宍粟郡）より出馬し初当選。
以後、民主自由党、自由党、自由民主党と変遷し、通算当選5回。
その間、1958年の第28回衆議院議員総選挙では当選したものの、公職選挙法違反を問われた。
1960年の第29回衆議院議員総選挙では再選し、1961年の第2次池田内閣第1次改造内閣で自治政務次官を務めた。
1963年の第30回衆議院議員総選挙では落選した上、ふたたび公職選挙法違反を問われた。
1967年に行われた第31回衆議院議員総選挙にも出馬したものの、自民党の公認が得られなかったこともあり、落選。その後は政界から引退して、大阪市を拠点に経営コンサルタント業を行った。
議員時代は「宏池会」所属。当選同期に田中角栄・鈴木善幸・中曽根康弘・増田甲子七・中山マサ・松野頼三・倉石忠雄・石田博英・原田憲・園田直・櫻内義雄・根本龍太郎・佐々木秀世・中村寅太など。

## 親族
孫に衆議院議員・元兵庫県議会議員の池畑浩太朗がいる。

## 座右の銘
「以和為貴」(和を以て貴しと為す)　－論語より－